# Långtjärnen (Dorotea socken, Lappland, 714130-150457)
Långtjärnen är en sjö i Dorotea kommun i Lappland och ingår i Ångermanälvens huvudavrinningsområde. Sjön har en area på 0,115 kvadratkilometer och ligger 422,9 meter över havet.

## Delavrinningsområde
Långtjärnen ingår i det delavrinningsområde (712879-151452) som SMHI kallar för Ovan Storbäcken. Medelhöjden är 413 meter över havet och ytan är 77,11 kvadratkilometer. Det finns inga avrinningsområden uppströms utan avrinningsområdet är högsta punkten. Djupån som avvattnar avrinningsområdet har biflödesordning 4, vilket innebär att vattnet flödar genom totalt 4 vattendrag innan det når havet efter 217 kilometer. Avrinningsområdet består mestadels av skog (71 procent) och sankmarker (18 procent). Avrinningsområdet har 0,43 kvadratkilometer vattenytor vilket ger det en sjöprocent på 0,6 procent.